# Olginate
Olginate (Olginàa in dialetto lecchese, pronuncia fonetica IPA: /ulˈʤnaa/) è un comune italiano di 6 921 abitanti della provincia di Lecco in Lombardia. Anticamente era a capo di una più vasta area comprendente anche gli attuali comuni di Garlate e Valgreghentino. Fa parte della comunità montana Lario Orientale - Valle San Martino e del Parco dell'Adda Nord.

## Geografia fisica
Il territorio comunale è situato all'estremo meridionale delle Prealpi lombarde, e ha come confini naturali a est il lago di Olginate e il fiume Adda. L'altitudine varia tra i 195 m s.l.m. del fiume e gli 830 della cima del monte Regina. La morfologia del territorio è caratterizzata dalla presenza di zone montuose nella parte nord-occidentale e meridionale del paese, insieme a zone collinari e più pianeggianti in prossimità dei corsi d'acqua presenti. Infatti, per quanto riguarda l'idrografia, sul territorio olginatese scorrono anche due torrenti immissari dell'Adda, cioè l'Aspide, vicino al confine con Garlate, e il Greghentino, proveniente dal comune di Valgreghentino.

## Origini del nome
Olginate deriverebbe dal germanico aucia, ossia "terra d'acqua". Al campo della leggenda appartiene invece l'ipotesi di un'origine legata alla presenza di un certo Olgina, leggendario condottiero dei Goti.

## Storia
Le prime testimonianze di insediamenti, favoriti dal vicino guado del fiume Adda, risalgono al III-IV secolo d.C., nella fattispecie alcune sepolture e i resti di un ponte romano. In epoca romana Olginate era chiamata Olginatum. Il suo territorio era attraversato da due strade:
- la via Spluga, strada romana che collegava Mediolanum con il passo dello Spluga;
- la via Bergomum-Comum.[7]

Nel corso del Medioevo il paese vedeva già presenti alcuni edifici storici e basava la propria economia sulle attività legate al fiume. In questo periodo si assistette a un potenziamento delle fortificazioni, con la realizzazione, tra le varie opere, di una torre situata laddove oggi si trova piazza Garibaldi, di una fortezza dotata di fossato nella zona sud del paese. Nello stesso periodo rimase sempre fedele ai Visconti e poi agli Sforza, signori di Milano, il che significò trovarsi proprio al confine con la Repubblica di Venezia e dover far fronte alle incursioni dalla zona bergamasca, di orientamento guelfo, anche in seguito alla Pace di Lodi.
Nel Cinquecento venne scelto da Carlo Borromeo come uno dei punti strategici nella riorganizzazione della Diocesi di Milano. Il Seicento invece fu caratterizzato dalla dominazione spagnola e da diverse epidemie, elementi che portarono a un declino economico; al passaggio dei territori milanesi sotto gli Austriaci, avvenuto all'inizio del Settecento, si ebbe una ripresa delle attività commerciali e l'insediamento delle industrie della lavorazione della seta, settore attivo fino al Novecento, mentre l'economia di fiume si esaurì gradualmente, dalla rimozione del vicino confine nel 1797 fino alla costruzione di un ponte sull'Adda nel 1911. Quest'ultimo, iniziato nel 1909 e dedicato a Vittorio Emanuele III di Savoia, nel 1927 fu sostituito da un'altra infrastruttura.
Durante il Regno Lombardo-Veneto, la vecchia strada militare che passava per Olginate venne risistemata e resa più adatta alle esigenze della modernità.
Nel 1859 il comune fu incluso nel mandamento di Oggiono del circondario di Lecco, nella provincia di Como; nel 1928 i comuni di Capiate (già parte di Olginate fino al 1633) e Consonno furono soppressi e aggregati a Olginate.
Nel 1879 a Olginate era attiva una filanda che impiegava ben 476 lavoratori.
Nel 1992 il comune di Olginate venne scorporato dalla provincia di Como e venne integrato, assieme ad altri 83 comuni, alla nuova provincia di Lecco.

### Simboli
Lo stemma, il gonfalone e la bandiera sono stati concessi con decreto del presidente della Repubblica del 25 gennaio 2021.
Stemma
Gonfalone

## Monumenti e luoghi d'interesse

### Architetture religiose

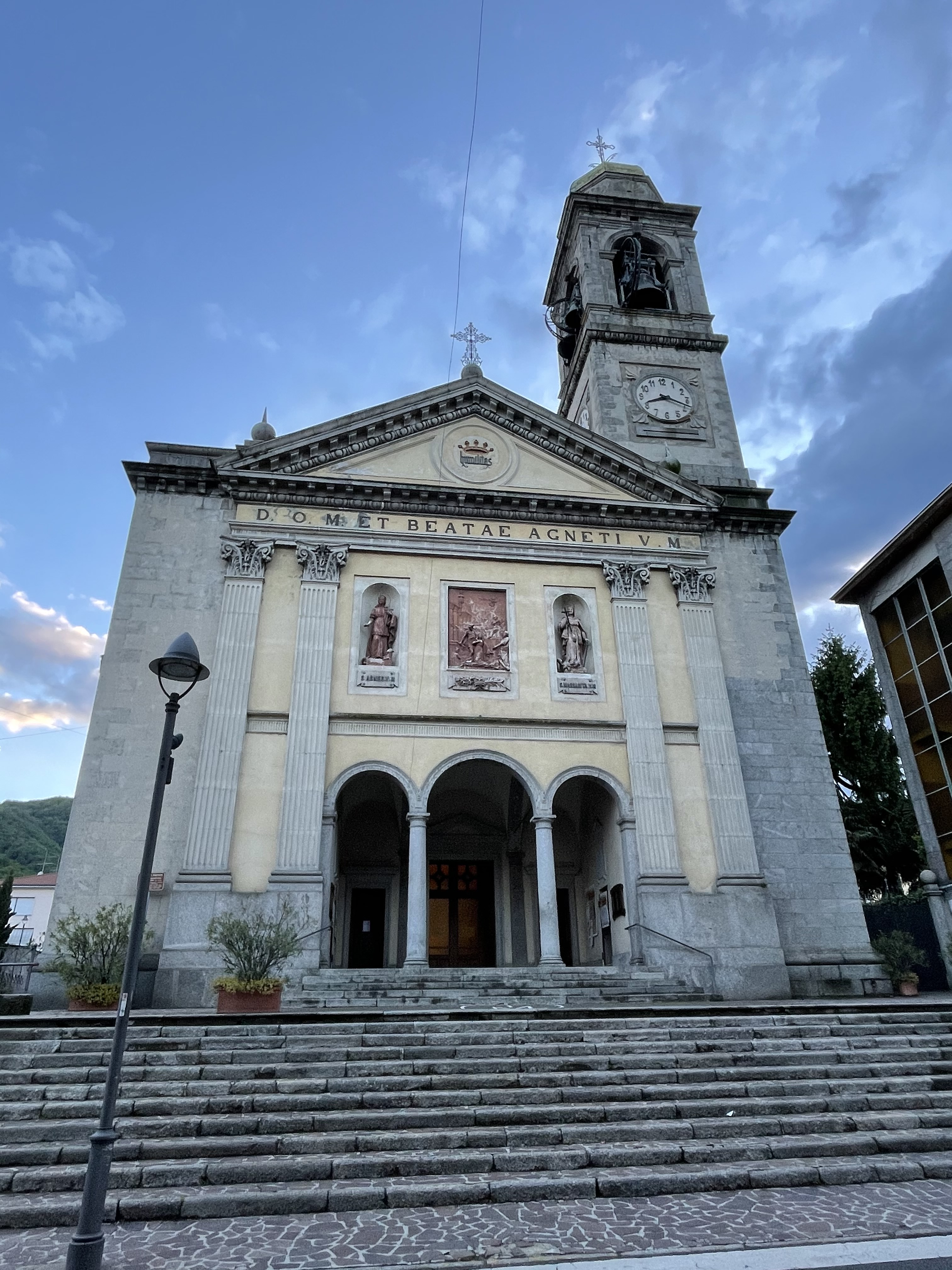
La chiesa di Sant'Agnese

- Chiesa di Sant'Agnese[12] - Eretta nel XVI secolo su impulso di Carlo Borromeo[7], il campanile risalente alla metà del XVII secolo è opera dell'architetto Carlo Giuseppe Merlo mentre la facciata risale all'inizio del Novecento.[13] Per lungo tempo costituì la sede della pieve di Garlate.[14]
- Chiesa di San Rocco - Costruita nel 1757,[15] con facciata del XIX secolo.[16]
- Chiesa conventuale di Santa Maria la Vite[17] - Antico convento medievale con chiesa del XV secolo, sconsacrata e adibita a usi civili.[18]
- Chiesa di San Maurizio - Situata a Consonno, risale all'XI-XIII secolo.[19]

### Architetture civili
- Villa Sirtori[20] - Edificio risalente all'epoca tardo-medievale, ristrutturata a villa signorile nel corso del XVI secolo. Fino al 2023 ha ospitato la biblioteca civica, poi si è spostata nell'ex comune, che, per ospitarla, ha subito delle riqualificazioni.[21]
- Torre del Porto - Casaforte risalente ai secoli XIII-XIV.[22]
- Arco romano[23] - Struttura di epoca medievale, e trasformata nel tempo, costruita sui resti di un ponte di epoca romana del III e distrutto nel VI secolo.[24]
- Diga di Olginate[25] - Sbarramento posto tra il lago di Garlate e il lago di Olginate, regola il livello delle acque del bacino del Lario.[26]
- Corte altomedievale di Capiate - Borgo che nelle forme attuali risale al XVIII secolo ma le cui origini affondano al XIV secolo,[27] centro fortificato di una tenuta agricola[28]. La corte, che fu alle dipendenze del monastero milanese di Sant'Ambrogio, è di origine medievale, periodo del quale rimangono una torre tardoromana — a suo tempo integrata in una basilica altomedievale — e una lapide in marmo.[29].
- Complesso di Ca' Romano - Cascina risalente al XV secolo.[30]
- Cascina Parzanella[31]
- Palazzo del Municipio[32] e Banca Popolare[33] - Edifici costruiti tra il 1920 e il 1930.
- Villa Fenaroli,[34] Villa Iside,[35] palazzina dell'ASL[36] e stazione di servizio[37] - Edifici costruiti nella prima metà del Novecento

### Altro
- Frazione di Consonno, piccolo paese agricolo di origini medievali, demolito quasi totalmente dalla speculazione edilizia nel corso degli anni Sessanta del XX secolo e divenuto successivamente un paese fantasma dopo che una frana, nel 1976, ha interrotto la strada che permetteva di salire da Olginate. La frazione era raggiungibile solo dalla strada che saliva da Galbiate.[38]

## Società

### Evoluzione demografica
- 812 nel 1751
- 1 463 nel 1771
- 1 279 nel 1805
- 1 754 nel 1809 dopo annessione di Capiate, Consonno, Garlate e per breve tempo Pescate
- 1 561 nel 1853
- 1 722 nel 1871
- 2 209 nel 1901
- 2 574 nel 1921
- 3 302 nel 1931 dopo annessione di Capiate e Consonno
- 3 851 nel 1951

Abitanti censiti

### Etnie e minoranze straniere
Al 1º gennaio 2018 gli stranieri con dimora abituale a Olginate sono in totale 741, il 10,5% del totale della popolazione. Le comunità più numerose sono quelle provenienti da:
1. Senegal 153
2. Marocco 104
3. Burkina Faso 83
4. Costa d'Avorio 68
5. Albania 50
6. Romania 41
7. Nigeria 34
8. Moldavia 27
9. Togo 22

### Tradizioni e folclore
Una tradizionale ricorrenza è, alla fine del mese di gennaio, il cosiddetto brusa ginée, in occasione del quale viene organizzato un rumoroso corteo per le vie del paese e viene acceso un falò sul quale viene bruciato un fantoccio, simbolo del freddo dell'inverno che si intende scacciare.

## Economia
Il paese, che nel corso della sua storia ha basato la propria economia sulle attività legate al fiume Adda e poi sull'industria serica, è oggi noto essendo molto attivo nel settore industriale a livello produttivo di minuterie metalliche, e nel settore della metalmeccanica. Per quanto riguarda il settore turistico, esso è discretamente sviluppato in particolar modo in relazione alla presenza del lago.

## Cultura

### La pieve
Il 24 novembre 1574 il cardinale Carlo Borromeo trasferì alla chiesa di Sant'Agnese di Olginate la sede della previgente pieve di Santo Stefano di Garlate. Nell'ambito delle sue misure di adeguamento alla modernità, San Carlo decise infatti di riflettere il mutamento intervenuto nel tessuto urbano della zona, e cambiò la sede plebanea. Olginate, a cui afferiva anche Capiate, ebbe quindi un prevosto cui per quattro secoli furono sottoposte le seguenti parrocchie:
- Santo Stefano di Garlate[43]
- Santa Maria Assunta di Chiuso
- San Giovanni evangelista di Galbiate[44]
- L'Assunta di Sala al Barro
- San Giorgio di Valgreghentino[45]
- Sant'Antonio abate di Valmadrera

Fino alla sistemazione dei confini diocesani tra Bergamo e Milano voluti dall'imperatore Giuseppe II d'Asburgo nel 1787, altre sette parrocchie sottoposte da più di tre secoli allo Stato Veneto e successivamente passate alla diocesi di Bergamo, facevano anch'esse parte del vicariato di Olginate: Calolziocorte, Carenno, Castelrossino, Erve, Lorentino, Somasca e Vercurago.
Sull’altra sponda dell’Adda rimase quindi al vicariato solo la chiesa di Chiuso, territorialmente nella pieve milanese di Lecco.

### Istruzione

#### Biblioteche
È presente una biblioteca comunale, situata presso l'ex comune, ma fino al 2023 era situata in Villa Sirtori.

#### Scuole
A Olginate è possibile frequentare la scuola pubblica dalla scuola dell'infanzia, passando per la scuola primaria, fino alla scuola secondaria di primo grado. I diversi gradi sono raggruppati nell'Istituto comprensivo Giosuè Carducci, che comprende anche le sedi di Garlate e Valgreghentino.

## Infrastrutture e trasporti

### Strade
Il comune è attraversato da nord a sud dalla strada provinciale 72 del Lago di Como, che permette di raggiungere da una parte il capoluogo Lecco, distante circa 7 km, e dall'altra la zona di Milano. È collegato a Calolziocorte, alla sponda opposta dell'Adda, tramite due ponti, ponte Vittorio Emanuele III di ferro situato presso il centro cittadino, la cui costruzione risale al primo Novecento, e il ponte Cesare Cantù, inaugurato nel 2009, nella zona sud del paese.

### Ferrovie
Non è presente alcuna stazione situata nel territorio comunale, e la più vicina si trova a Calolziocorte, la cui denominazione ufficiale è però Calolziocorte-Olginate. Il comune nella zona di Capiate è attraversato dalla ferrovia Milano-Lecco, che da Calolziocorte supera l'Adda e poi conduce ad Airuno tramite una galleria.

### Mobilità urbana
Il paese è servito da due linee extraurbane di autobus, gestite dalla Arriva Lecco, che permettono il collegamento diretto con i paesi limitrofi sia in direzione di Lecco e Calolziocorte sia verso Brivio. e fino a Lomagna 

## Sport
| Periodo        | Periodo        | Primo cittadino  | Partito                      | Carica  | Note   |
| -------------- | -------------- | ---------------- | ---------------------------- | ------- | ------ |
| 15 luglio 1988 | 7 giugno 1993  | Italo Bruseghini | Partito Socialista Italiano  | Sindaco | [ 48 ] |
| 7 giugno 1993  | 28 aprile 1997 | Italo Bruseghini | Ind.                         | Sindaco | [ 48 ] |
| 28 aprile 1997 | 14 maggio 2001 | Italo Bruseghini | Centro-sinistra/Lista civica | Sindaco | [ 48 ] |
| 14 maggio 2001 | 30 maggio 2006 | Miriam Cornara   | Lista civica                 | Sindaco | [ 49 ] |
| 30 maggio 2006 | 1º giugno 2011 | Antonio Gilardi  | Lista civica                 | Sindaco | [ 50 ] |
| 1º giugno 2011 | 5 giugno 2016  | Rocco Briganti   | Lista civica: Olginate 2000  | Sindaco | [ 51 ] |
| 5 giugno 2016  |                | Marco Passoni    | Lista Civica: Olginate 2020  | Sindaco |        |

### Calcio
La squadra di calcio di Olginate è l'Unione Sportiva Olginatese, società fondata nel 1922 e ricostituita nel 1968 e che gioca presso lo Stadio Comunale di via dell'Industria. Attualmente disputa il campionato di Serie D, categoria dove è presente dalla stagione 2001-2002.

### Pallacanestro
La società di basket è la Nuova Pallacanestro Olginate, rifondata nel 1995 e prima presente con la denominazione di Polisportiva Olginate. Il massimo traguardo finora raggiunto è il campionato di Serie B nell'anno 2017-2018. Disputa le partite casalinghe nella palestra comunale Ravasio, in via Campagnola.

### Pallavolo
La società di pallavolo olginatese è la Polisportiva Olginate. Il massimo traguardo finora raggiunto, con la squadra femminile, è il campionato di Serie B2 dove ha partecipato per la sua prima volta nella stagione 2017-2018. Come la società di basket, gioca le partite ufficiali nel palazzetto di via Campagnola.
Sono cresciute nella squadra di pallavolo di Olginate Myriam Sylla, medaglia d'oro alle olimpiadi di Parigi nel 2024, e Sylvia Nwakalor, medaglia d'argento al campionato mondiale femminile di pallavolo 2018.

## Galleria d'immagini

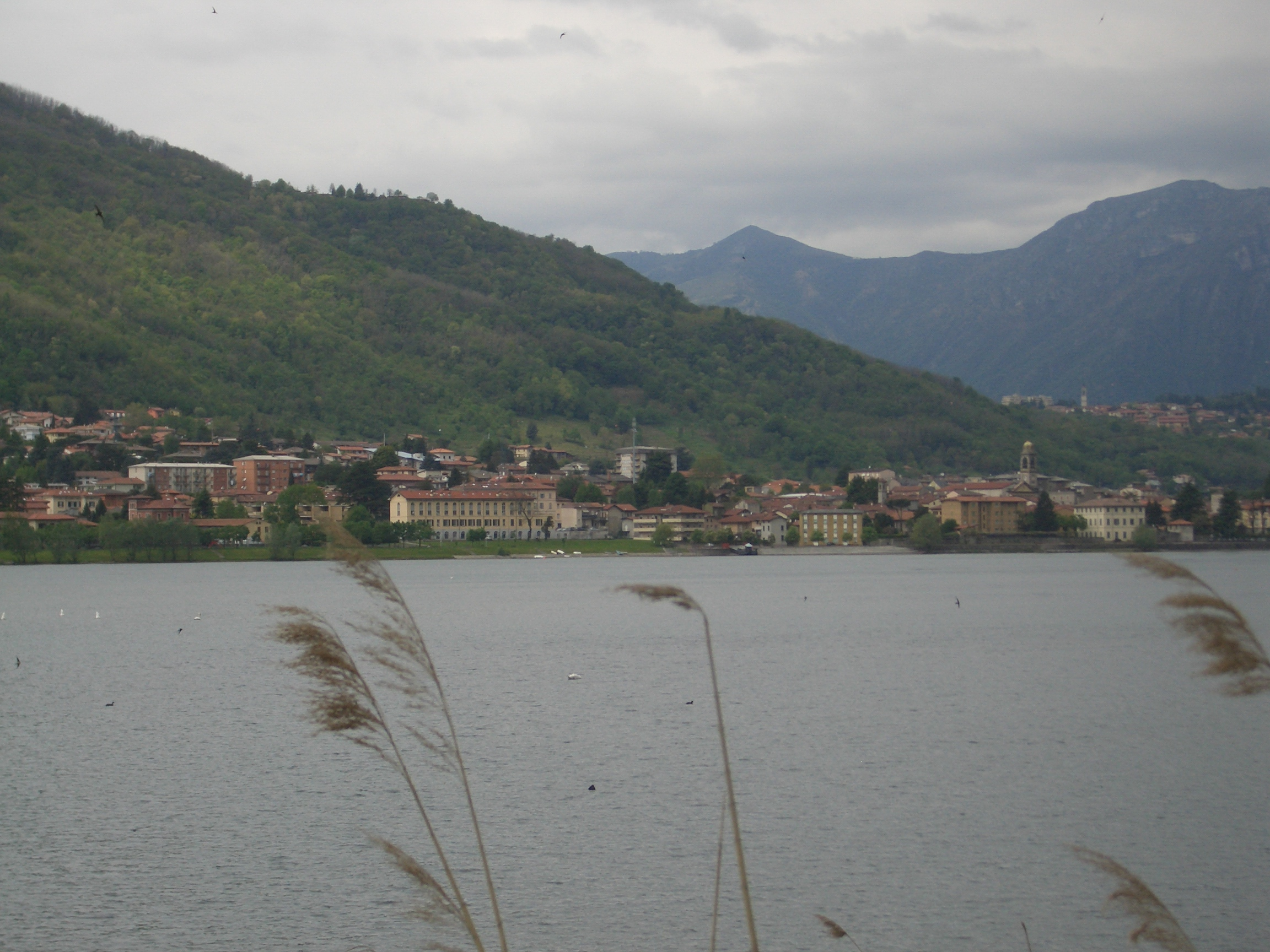
Panorama
Chiesa di san Rocco
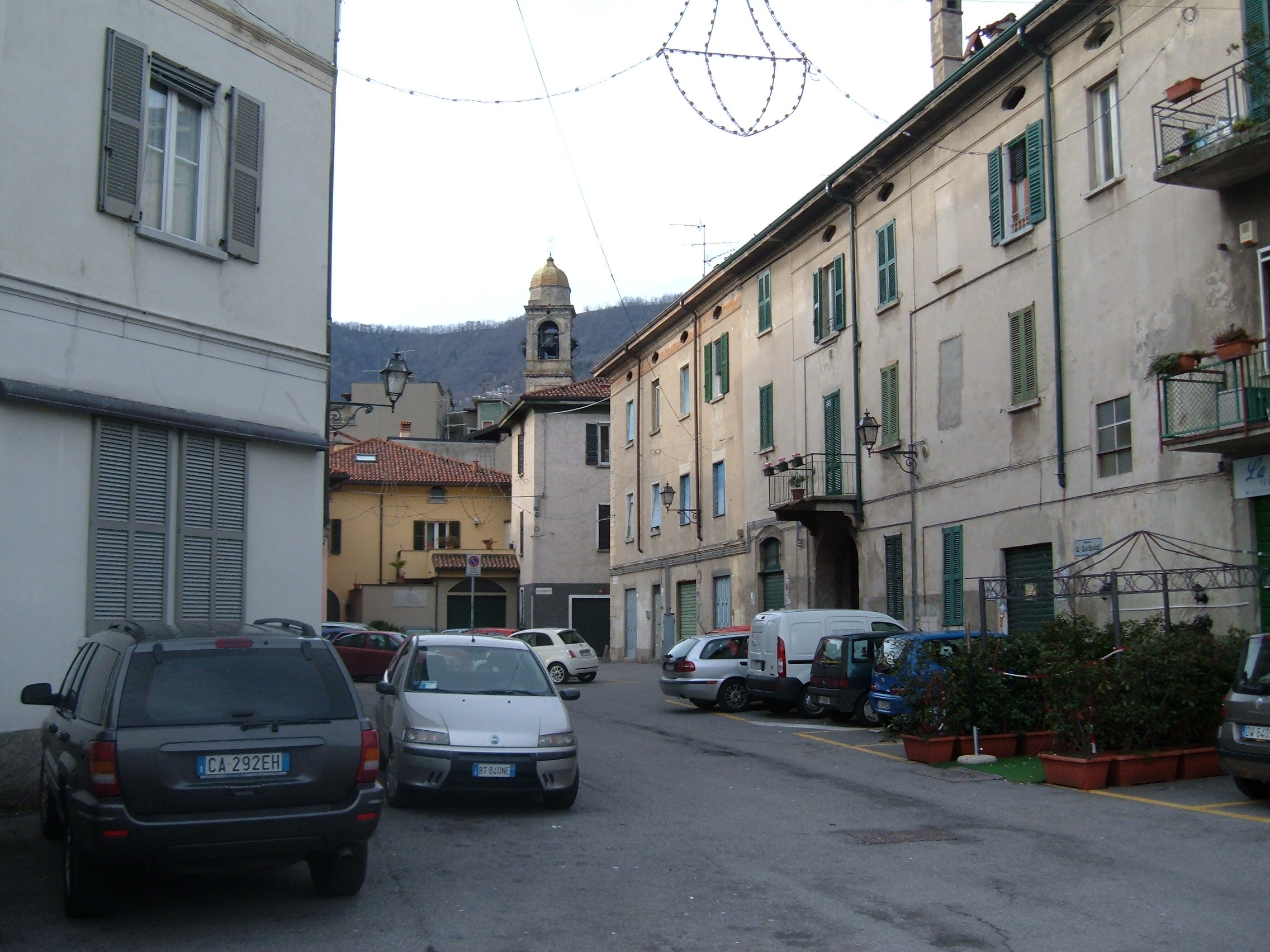
Piazza del porto
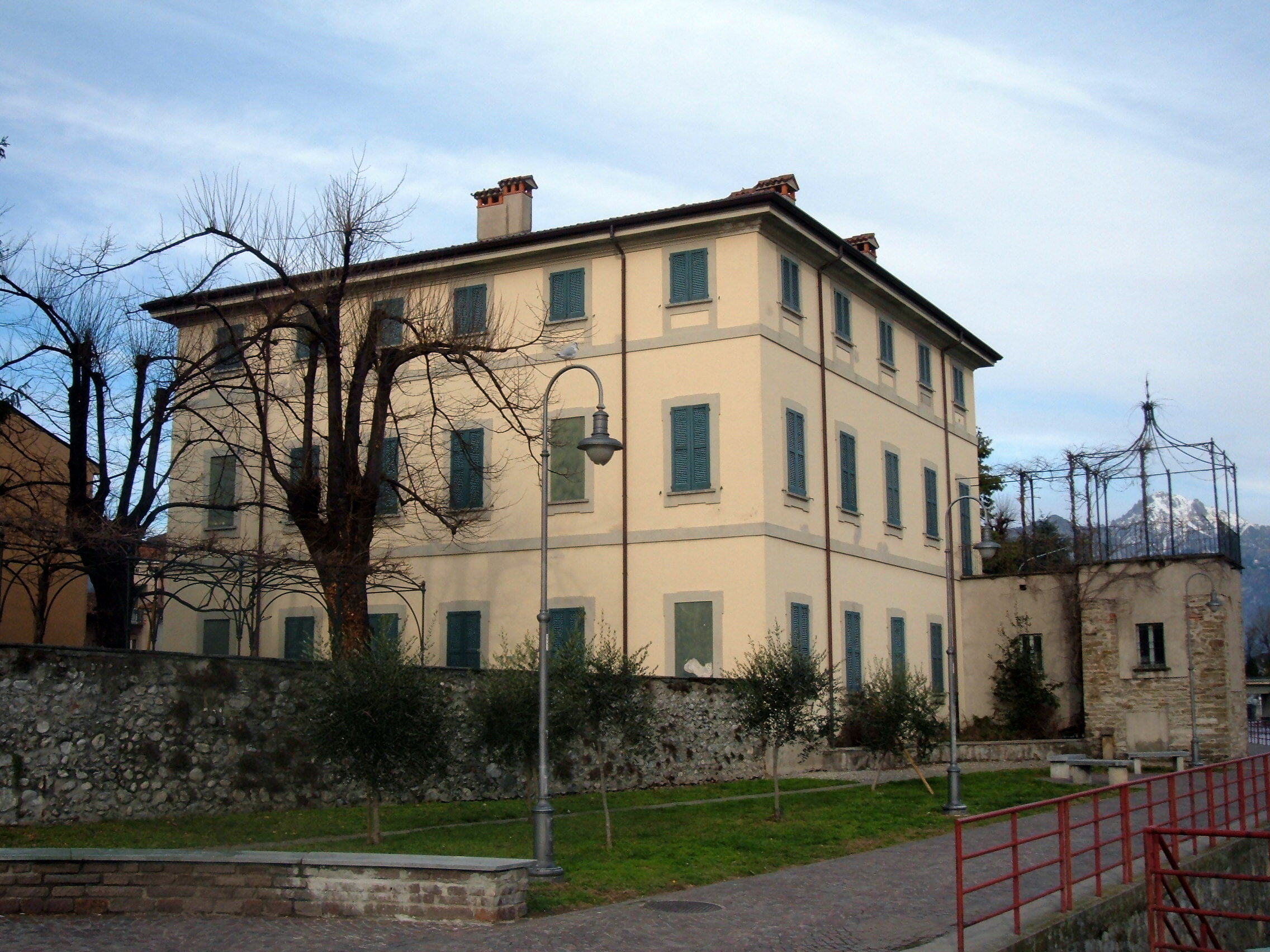
Villa d'Adda-Sirtori
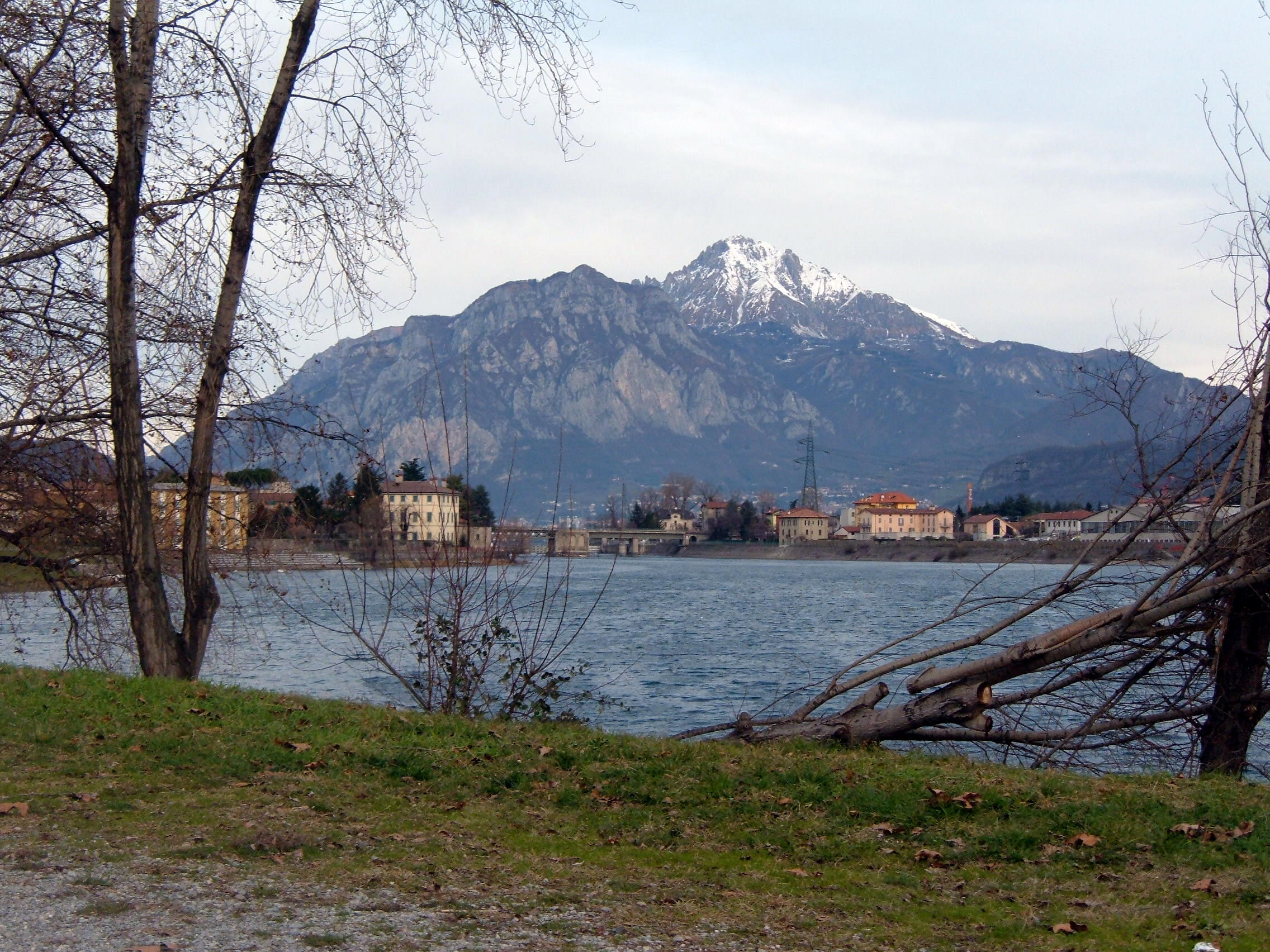
Lago di Olginate e la Grigna sullo sfondo
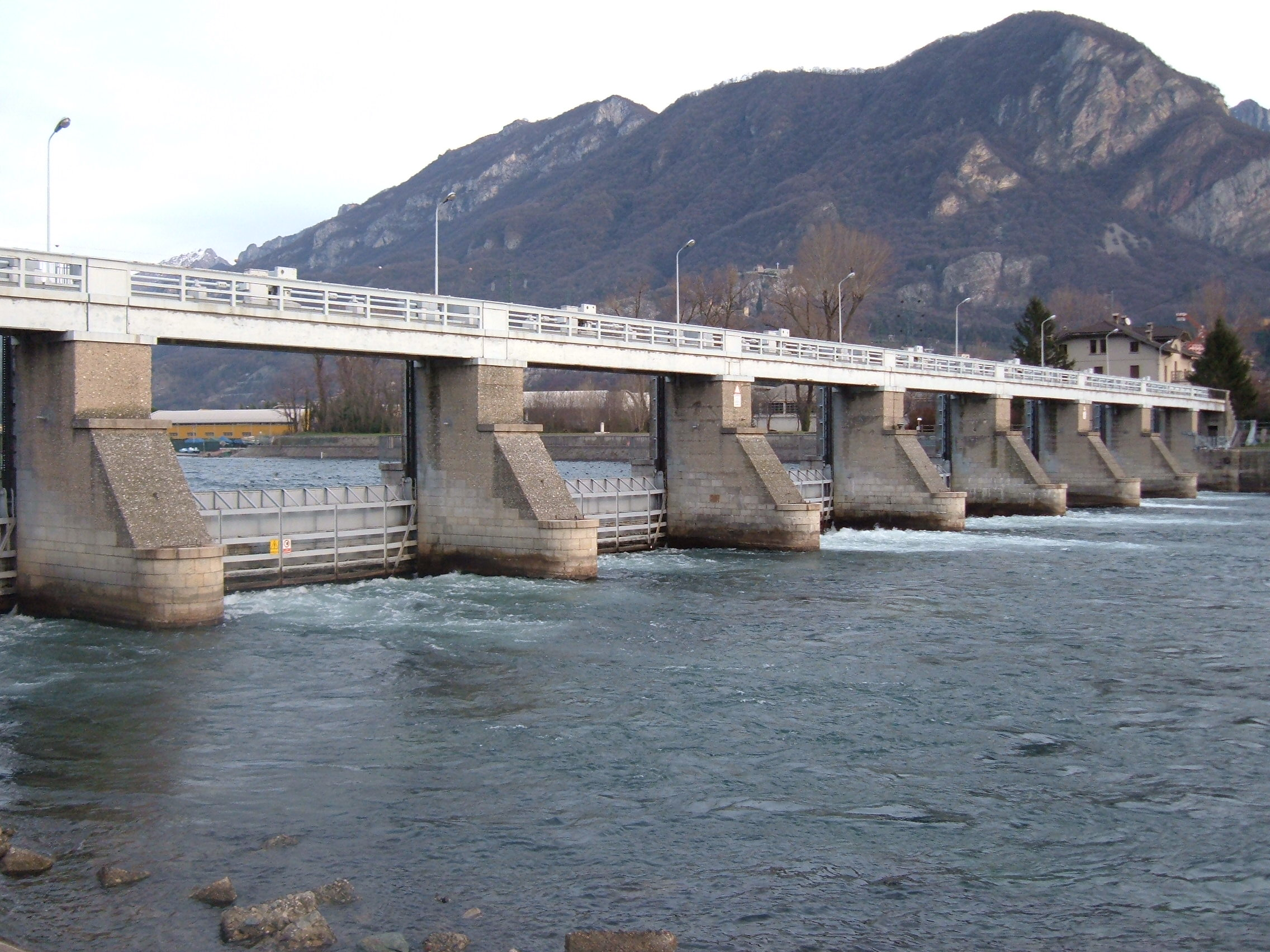
La diga
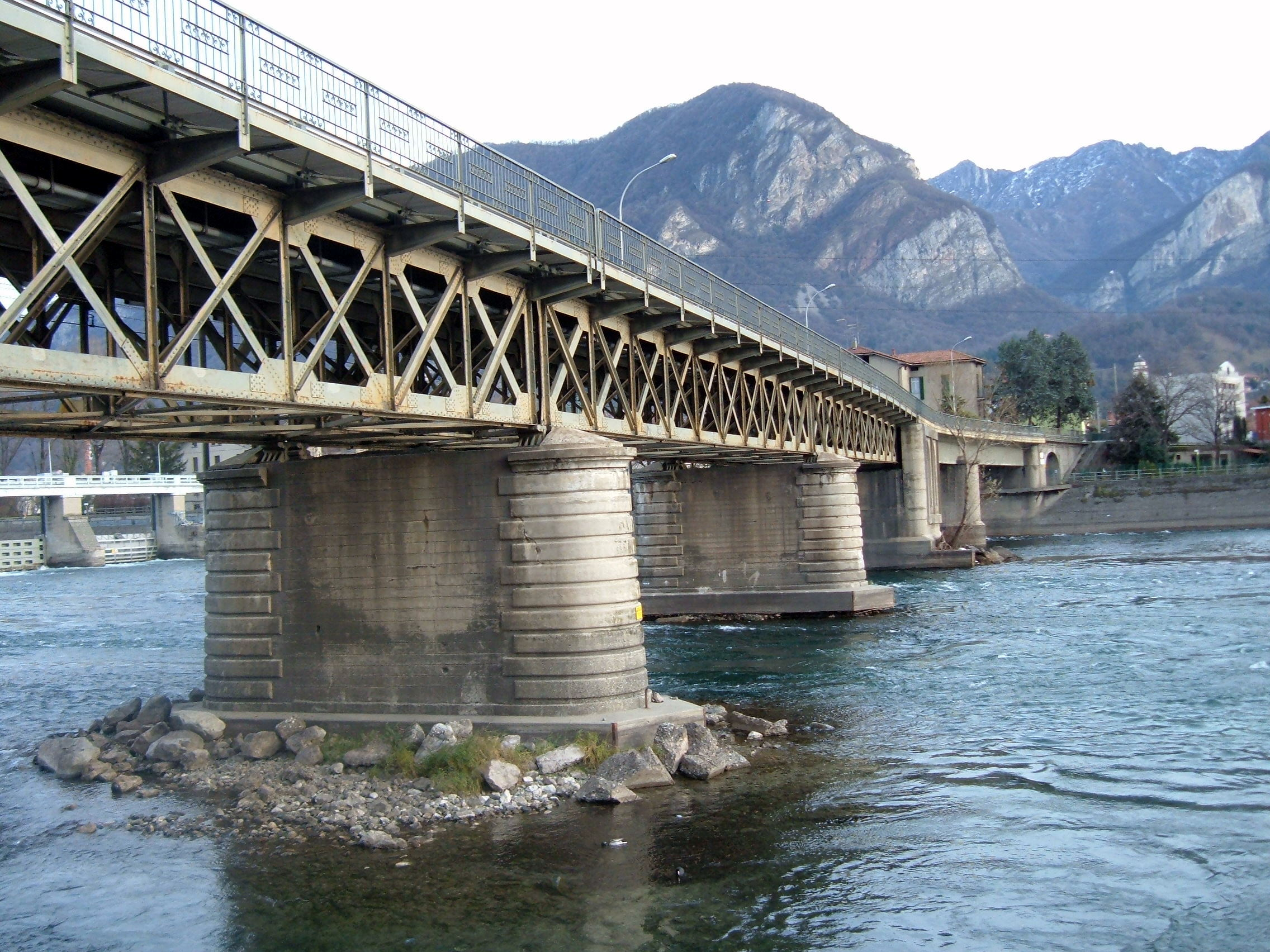
Il ponte Vittorio Em. III
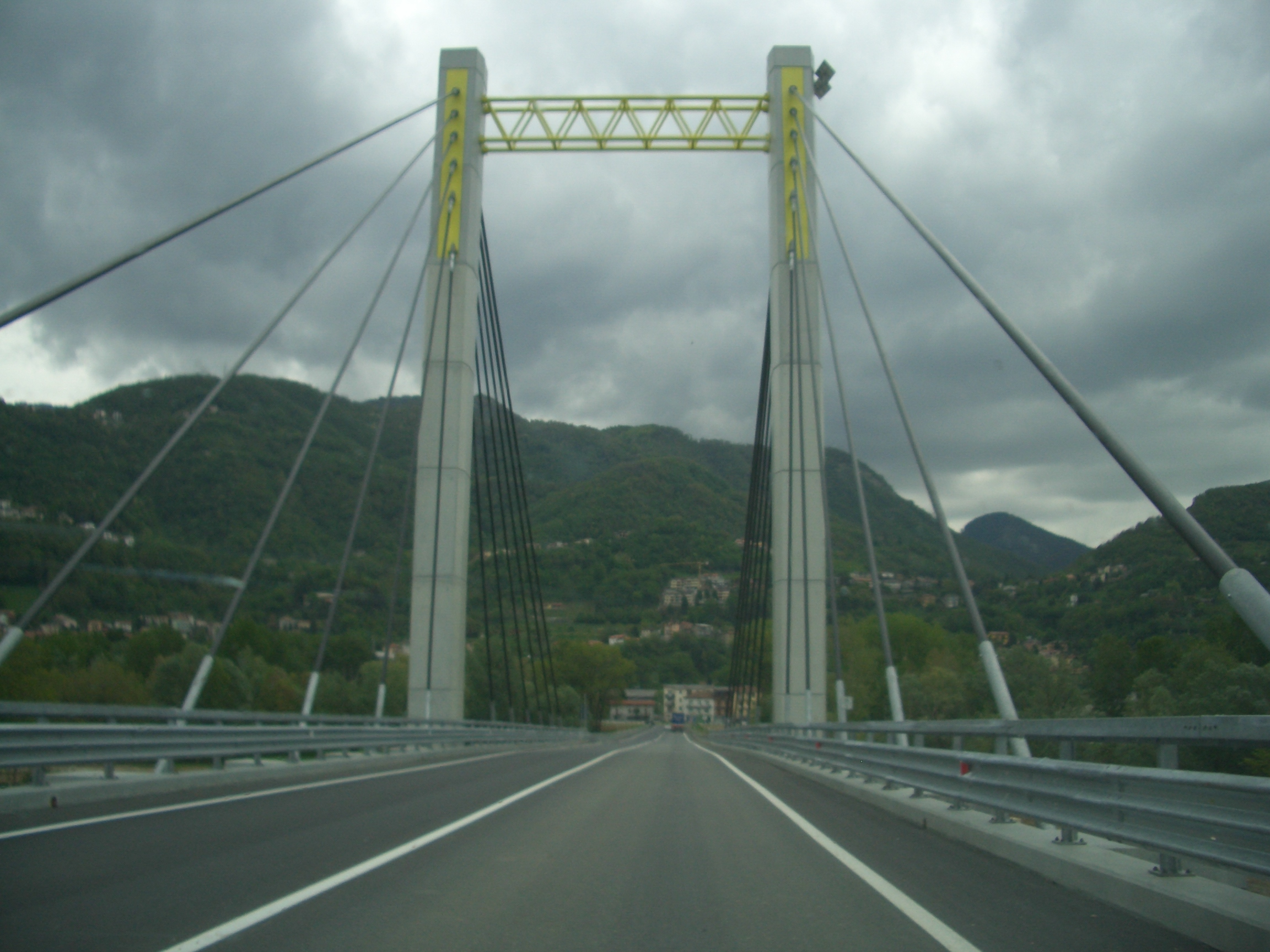
Il ponte Cesare Cantù
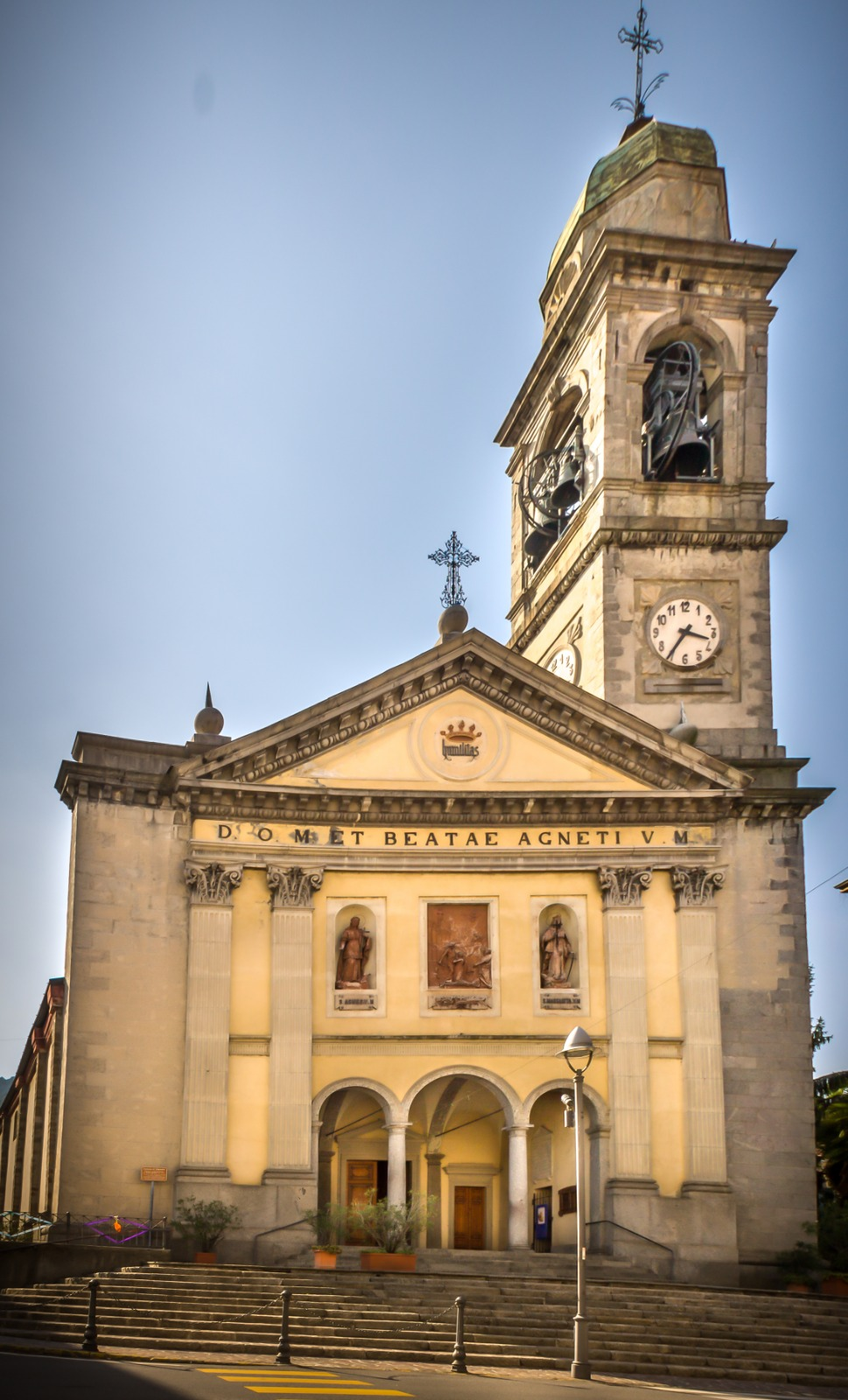
La chiesa parrocchiale di Sant'Agnese